# Herkules (hop)
Herkules is een hopvariëteit, gebruikt voor het brouwen van bier.
Deze hopvariëteit is een “bitterhop”, bij het bierbrouwen voornamelijk gebruik voor zijn bittereigenschappen. Deze variëteit werd gekweekt in het Hopfenforschungszentrum Hüll te Wolnzach, Beieren.

## Kenmerken
- Alfazuur: 14 – 17%
- Bètazuur: 4 – 5,5%
- Eigenschappen: hoge bitterheid en een kruidig aroma